# Стешенко-Куфтина, Валентина Константиновна
Стешенко-Куфтина Валентина Константиновна (20 января (2 февраля) 1904, Лебедин Харьковской губернии — 26 августа 1953, Лиелупе (Юрмала)) — выдающаяся русская советская пианистка первой половины XX века, фольклорист и музыкальный деятель.

## Биография
В 1923 году окончила Киевскую консерваторию по классу фортепиано Феликса Блуменфельда, в 1925—1935 годах преподавала в студии при консерватории.
Концертировала в Киеве, Москве и Ленинграде (1924—1930 годы).
Начиная с 1928 года собирала и изучала музыкальный фольклор; участница фольклорных экспедиций на Керченский полуостров, Дальний Восток, в Северную Осетию и Грузию.
В 1930—1933 гг. вместе с мужем, археологом Борисом Куфтиным, который был репрессирован — в ссылке в селе Кубенское Вологодской области, где руководила хором в клубе.
В 1933—1952 гг. в Грузии, где с 1935 года преподает специальное фортепиано в Тбилисской государственной консерватории (с 1942 года — профессор, в 1947—1950 годах — заведующая кафедрой фортепиано, также читает курс лекций по истории и теории пианизма.
С 1935 года научный сотрудник этнографического отделения Государственного музея Грузии.
В 1936 году концертом «Фольклорный жанр в современной музыке» возобновляет свою исполнительскую деятельность.
Расцвет исполнительского творчества пианистки пришелся на 1938—1951 года. В этот период Стешенко-Куфтина выступает преимущественно в Тбилиси, исполняя произведения И. С. Баха, Моцарта, Бетховена, Шуберта, Шопена, Брамса, Рахманинова, Скрябина, Прокофьева. Её высокохудожественное исполнение получило большое признание публики. Игру Стешенко-Куфтиной высоко ценили Генрих Нейгауз и Святослав Рихтер.
В 1952 году временно преподает в Киевской консерватории.
Среди известных учеников — Всеволод Воробьев, Марина Натишвили, Хана Цейтлин-Май, Эмма Файнштейн, Борис Юшанцев, Людмила Пиралишвили.
Является первой исполнительницей произведений Б. Н. Лятошинского в 1920-е годы, которые она выполняла «с завораживающей силой художественной убедительности» (И. Ф. Бэлза). Ей Лятошинский посвятил свою Сонату № 1 op. 13 (1924).

## Произведения
- В грузинском хоре // Музыка и революция, М., 1929, № 7-8;
- Элементы музыкальной культуры палеазиатов и тунгусов // Этнография, М., 1930, кн. 11, № 3;
- Древнейшие инструментальные основы грузинской народной музыки, т. 1. Флейта Пана, Тбилиси, 1936;
- В концерте 5-го марта Брамс В-dur — С. Рихтер // Научный вестник Национальной музыкальной академии Украины имени П. И. Чайковского. 2013. Вып. 101. — С. 213—219.
- Дневники исполнительского самопознания, К., 2015—648 с. ISBN 978-0-692-59539-8